# Proyección térmica por plasma
La proyección térmica por plasma es un procedimiento o técnica de la proyección térmica. Se trata de generar elevadas temperaturas en un arco eléctrico de tal forma que se permita la proyección de polvos de alta temperatura de fusión. Algunos de estos compuestos pueden ser: los óxidos cerámicos (Al2O3, ZrO2O3...), metálicos (Ti, Ta...), cerámicos-metálicos (MCr2O3...).
Este procedimiento se utiliza en piezas sometidas a elevadas temperaturas como pueden ser los elementos de una turbina de gas (álabes), válvulas de automóviles,...
Se usan dos tipos de gases: gas de central o propulsión y el gas ionizable o plasmágeno. Es fundamental una correcta elección del gas plasmágeno para optimizar el rendimiento de deposición del recubrimiento, en general inferior al 50% para los materiales de recubrimiento de alto coste. 
Se mejora notablemente las propiedades del recubrimiento y se puede aumentar el espesor del compuesto a depositar con una correcta refrigeración del sustrato.